# Une dette mortelle

Une dette mortelle (Deadly Pursuits) est un téléfilm américain réalisé par Félix Enríquez Alcalá, et diffusé en 1996.

## Synopsis
Étudiant en économie, Tim découvre un matin les corps sans vie de sa mère et de sa sœur. Introuvable depuis le drame, son père Daniel est le principal suspect. Tim entame une enquête qui le conduit à Charleston, dernier endroit où son père a été aperçu.

## Fiche technique
- Titre original : Deadly Pursuits
- Réalisation : Félix Enríquez Alcalá
- Scénario : Ted Pushinsky
- Photographie : Herbert Davis
- Musique : John Frizzell
- Pays : États-Unis
- Durée : 90 min

## Distribution
- Tori Spelling : Meredith
- Patrick Muldoon : Tim
- Richard Belzer : Mariano
- Mitchell Laurence : Daniel Faulkner
- Reginald VelJohnson : Ed Conroy
- Leigh Murray : Donna Faulkner
- Britanny Brooke Presley : Melanie Faulkner
- Lucy Bivins : Eleanor Steadman
- Lou Criscuolo : Jack Steadman
- Helen Baldwin : Colleen Daniels
- Ed Grady : Albert Chartrain